# James Okoli
James Chuks Okoli (11 januari 1976) is een Nigeriaans voormalig voetballer met tevens de Nederlandse nationaliteit. Hij speelde als verdediger.

## Carrière
| Seizoen | Club                   | Land        | Competitie              | Wed. | Goals |
| ------- | ---------------------- | ----------- | ----------------------- | ---- | ----- |
| 1996/97 | FC Zwolle              | Nederland   | Eerste divisie          | 0    | 0     |
| 1997/98 | VVOG                   | Nederland   | Amateur                 | –    | –     |
| 1998/99 | FC Augsburg            | Duitsland   | Regionalliga Süd        | 14   | 0     |
| 1999/00 | Hertha BSC             | Duitsland   | Bundesliga              | 0    | 0     |
| 1999/00 | Hertha BSC II          | Duitsland   | Regionalliga Nordost    | 9    | 0     |
| 1999/00 | Thesprotos Igoumenitsa | Griekenland | Gamma Ethniki           | –    | –     |
| 2001/02 | 1. FC Lok Stendal      | Duitsland   | Oberliga Nordost        | 7    | 2     |
| 2001/02 | Motherwell FC          | Schotland   | Scottish Premier League | 5    | 0     |
| 2002/03 | York City FC           | Engeland    | Third Division          | 3    | 0     |
| 2003/04 | Dumbarton FC           | Schotland   | Second Division         | 1    | 0     |
| 2003/04 | Zwart Wit '63          | Nederland   | Amateur                 | –    | –     |
| 2004/05 | FC Ismaning            | Duitsland   | Oberliga Bayern         | 10   | 0     |
| 2005/06 | Ionia Chania           | Griekenland | Gamma Ethniki           | –    | –     |
| Totaal  | Totaal                 | Totaal      | Totaal                  | 49   | 2     |